# Club Social de Deportes Rangers
Maillots
Dernière mise à jour : 7 juin 2024.
Le Club Social de Deportes Rangers est un club de football chilien basé à Talca.

## Anciens joueurs
- Vicente Cantatore
- Ángel Labruna
- Atilio Cremaschi
- Ismael Fuentes
- Cristián Montecinos
- Nicolás Peric